# Petényi-márna
A Petényi-márna vagy magyar márna (Barbus peloponnesius), a sugarasúszójú halak (Actinopterygii) osztályának a pontyalakúak (Cypriniformes) rendjéhez, ezen belül a pontyfélék (Cyprinidae) családjába és a Barbus nembe tartozó faj. Magyarországon megtalálható védett alfaja a (Barbus peloponnesius petenyi).
A Kárpát-medencében endemikus halfajként tiszta gyorsfolyású folyóvizek lakója. Johann Jakob Heckel 1847-ben önálló fajként írta le, de később a Barbus meridionális, majd utóbb a Barbus peloponnesius fajba sorolták be, mint elkülönült alfajt. A genetikai és morfológiai vizsgálatok a különböző területen élő márnákat filogenetikailag közelebb hozták egymáshoz, ezért előfordul, hogy tudományos leírásuk alfajként, de önálló fajként is megtalálható a különböző szakirodalmakban.
A faj törzsalakja (Barbus peloponnesius) Görögország déli részén honos, a nálunk élő alfaj (Barbus peloponnesius petenyi) elterjedési területének központja a Duna medencéje, de megtalálható a Visztula és a Dnyeszter vízgyűjtő területén is.
A tudományos besorolását érintő átsorolások ellenére is védett, és jelentős ichthiológiai értéket képvisel az egyetlen magyar emberről elnevezett halfaj, hiszen mind a tudományos, mind a magyar nevében szereplő Petényi nevet Petényi Salamon János természettudósról kapta.

## Elnevezései
Több magyar köznyelvi elnevezése is ismert: kövi márna, magyar márna, bartafia, bartafiú, semlehal, semlény, semling, semlyéng, samléng, zsemlemárna, zsemlehal, zsemling, zsömlehal, zsemlénk.
Elnevezései más nyelveken: románul, mreană vînată, moioagă, breană, jamlă (Nagyszeben), imbreană maghiară, jimlă, moiță (Bánság), jimblă maghiară, mireană (Partium) bolgárul cserna mrená; franciául barbeau truite; lengyelül bránzká, brzanka; németül semling; angolul danubian barbel, romanian barbel; oroszul vengerszkij uszács; szlovákul mrenky, mrena stredomorská.

## Leírásának története
A pontyfélék egyik legnagyobb nemzetségét (Barbus sensu stricto), körülbelül 1000 faj alkotja az alfajokkal együtt. A Duna vízrendszeréből származó, korábban alfajként besorolt Barbus meridionalis petényinek sorolt populációk egyértelműen a Barbus peloponnesius fajhoz hasonlóak.
Az első megtalálója Kitaibel Pál, akinek az ichtiológiai kézirata nem maradt fenn, de útinaplójában az 1813-ban Bártfa környékén tett utazása során az ottani patakból származó márnafélét írt le latin nyelven. Az általa vizsgált hal kisebb a márnánál, és részletes leírása alapján a Petényi-márna tűnik elő. „Mindezek alapján úgy véljük, hogy a Petényi-márnának, ennek a veszélyeztetett és igen jelentős értéket képviselő halnak az első tudományos igényű megfigyelője Kitaibel Pál volt. Mindez természetesen semmit nem von le Petényi Salamon János érdemeiből, aki Kitaibel után csaknem negyedszázaddal, 1837-ben találta meg első ízben ezt a halat, a Poprád vizében.”

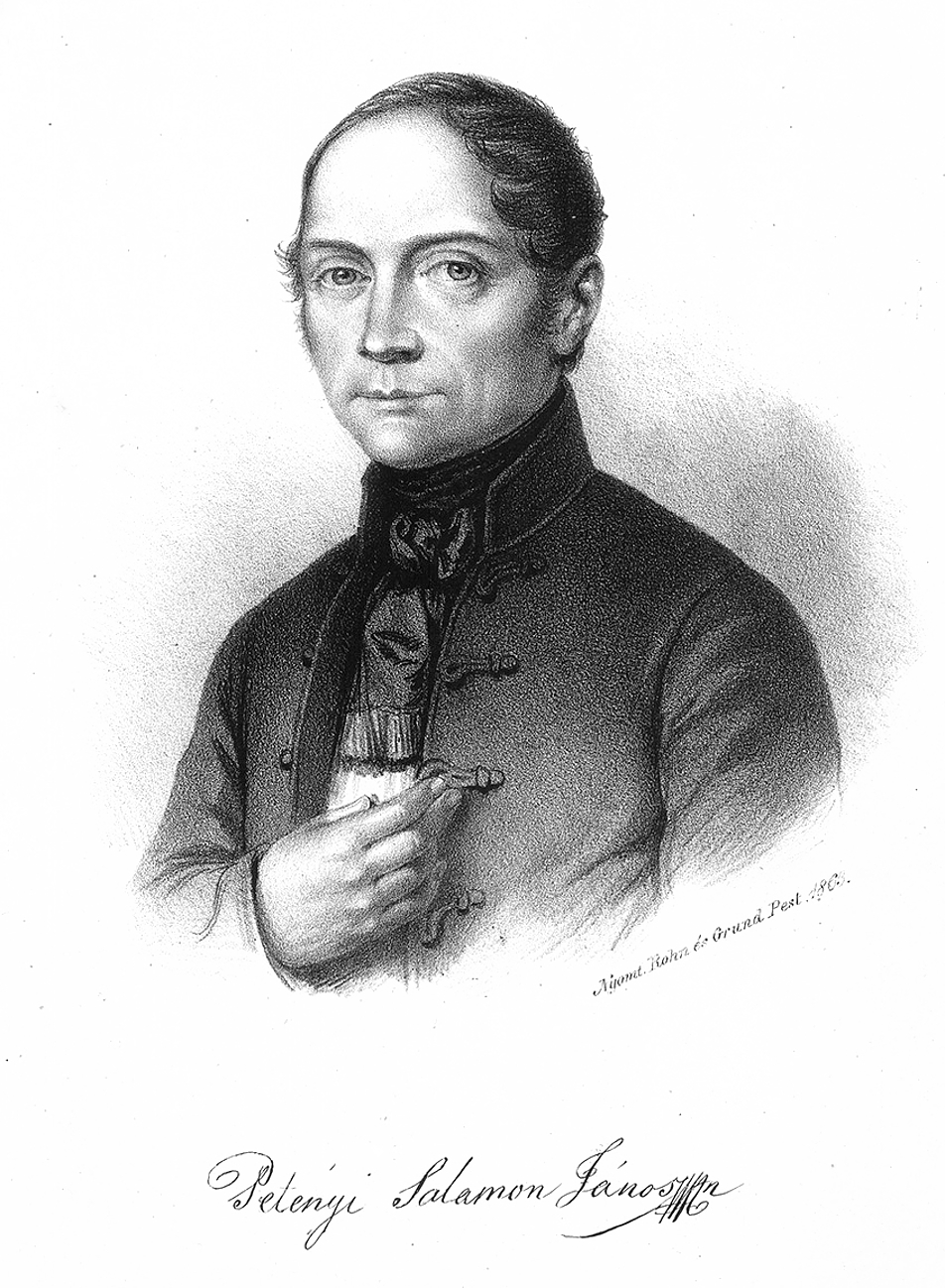
A névadó természettudós, Petényi Salamon János

Fordításban Kitaibel Pál leírása:
A szlovákok által Mrenky-nek nevezett halacska. A Cyprinus barbo – magyarul Már, hasonló vagy akár ugyanaz … A hátúszó 9 sugarú, vagy ha az elsőt – ami kettős – egynek számoljuk 8 sugarú, mindegyik sugár sima; a farokúszó 19 sugarú … Hossza egy láb (32 cm) körüli. A nagyobbak tömege fél font (22 dkg). Patakokban.

### Heckel leírása
Johann Jakob Heckel 1847-ben önálló fajként írta le a Barbus petenyi -t, melyet később alfajként a Barbus meridionalis, majd a Barbus peloponnesius fajhoz soroltak. Nevét a halat felismerésében Heckelt segítő Petényi Salamon Jánosról kapta. Ez a hal sok természettudóst fogott meg, hiszen a kiváló és úttörő természetbúvár Herman Ottó a következőket mondja róla:
…(Herman Ottó)… „A Petényi-márna a magyar halak ismeretére nézve sok tekintetben érdekes. Petényi, a faj felfedezője, jegyzeteiben körülbelül ezeket mondja: „Ezt az eddig ismeretlen márna fajt először 1837-ben a Poprádban fedeztem fel, s el is küldtem Heckel barátomnak a többi Poprád halakkal, ki azonban annak összehasonlítására akkor nem ért rá. Másodszor ráakadtam 1844-ben erdélyi utamon a Csernában. Harmadszor, 1847-ben ismét a Poprádból hoztam. 1849. február 10-én fogtam legtöbbet a Turopólyai malomárokban. Heckel szerint a Marosban, a Szamosban – Kolozsvár táján –, Szeben és Brassó vidékén is előfordul.” …
Az eredeti Heckel-féle leírás a Petényi által begyűjtött példányok alapján történt, ami 1847-ben készült el. 1853-ban Eduard Albert Bielz erdélyi szász természettudós Nagyszebenben értekezett az erdélyi vizek halairól, ahol a halat tévesen Pseudobarbus leonhardi névvel írta le. Heckel ezt a tévedést 1858-ban állította helyre, és eredeti 1847-es kézirata szerinti leírás alapján nem alfajként (pseudo), hanem önálló fajként sorolta be. A Nomenclatura álláspont szerint az Ohridi-tóból 2003 és 2004-ben begyűjtött márnák (Barbus peloponnesius) és a Bulgáriában korábban begyűjtött Petényi-márnák (Barbus petenyi) összehasonlító genetikai vizsgálatának eredményei alapján jelenthető ki egyértelműen, hogy azonos faj képviselői.

## Elterjedése

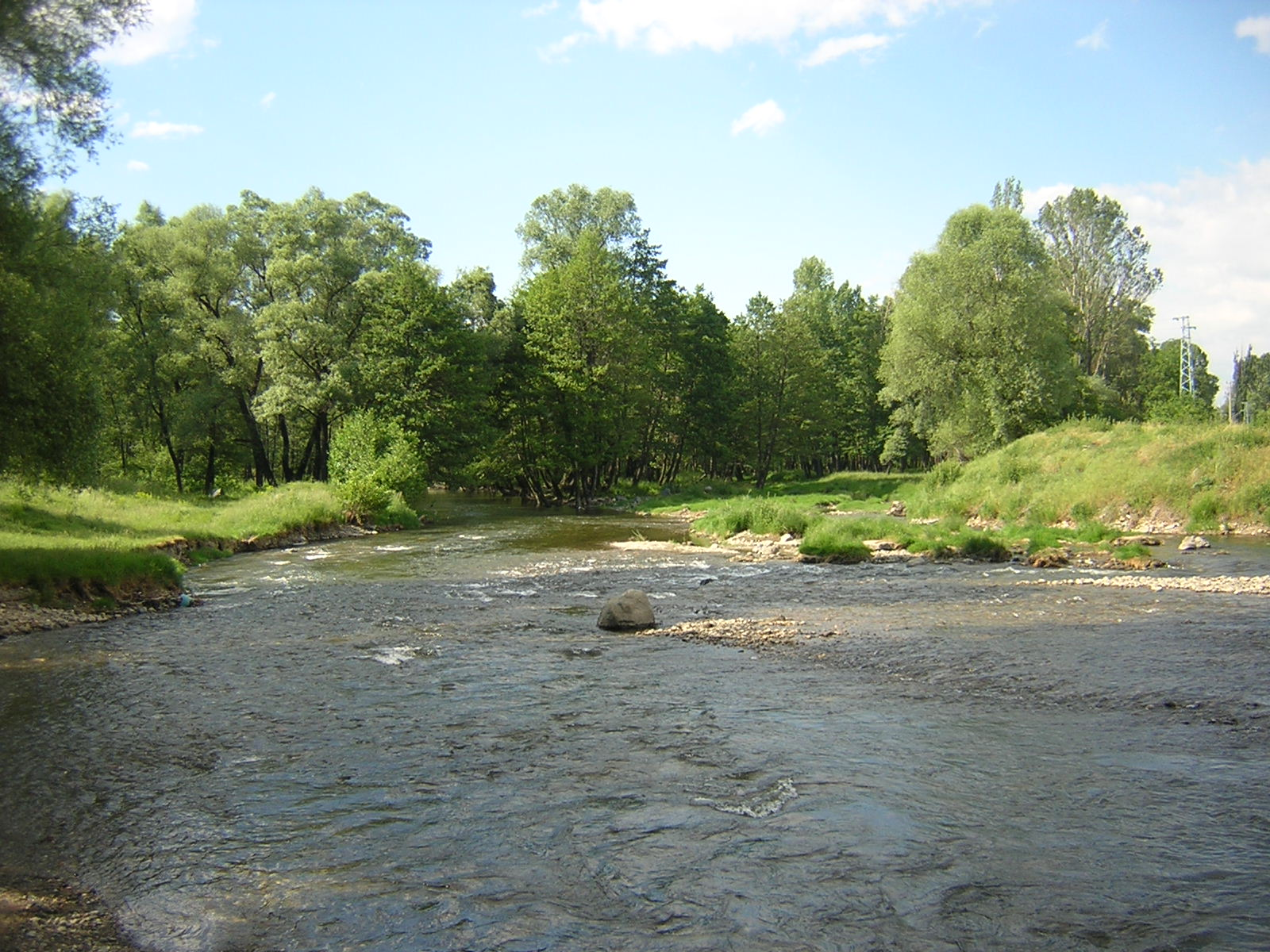
Ideális élőhelye a gyorsfolyású részek alatti zúgó

A Petényi-márna szerepel a Természetvédelmi Világszövetség vörös listáján, és a Natura 2000 természetvédelmi területek hálózatának jelölő faja. Ez azt jelenti, hogy területeket kell kijelölni, amelyek biztosítják a faj fennmaradását. Magyarországon fokozottan védett hal, természetvédelmi értéke 100 000 Ft.
A Barbus peloponnesius törzsalakja Görögország déli részén honos, ehhez a fajhoz történő átsorolását genetikai vizsgálatok eredményezték. A hazánkban endemikus hal elterjedési területének központja a Duna medencéjére esik, ebből következően Magyarország, Szlovákia, Románia és Bulgária területének a Duna és vízgyűjtő rendszerébe tartozó folyók, a Tisza, az Ipoly, a Maros, a Szamos, az Ipoly, az Argeș, az Olt, az Iszker, a Jantra és a Fekete-tengerbe ömlő bolgár folyókban és ezekhez tartozó patakokban a neki megfelelő minőségű vizek az élőhelyei. Galíciában a Visztula és Ukrajnában a Dnyeszter vízgyűjtő területén is megtalálható.
Az élőhelyeinek változása is megfigyelhető, hiszen korábban kizárólag a sebes, hideg, kavicsos fenekű vizekben írták le, de mára már az alföldre futó hegylábi vízfolyásokban is előfordul. A Hernád jobb parti mellékvízfolyásain 2008–2009-ben folytatott faunisztikai vizsgálatok alapján a Petényi-márnának több új lelőhelyét találták meg.

## Élőhelye
Tipikus folyóvízi hal, a tiszta, szennyezésektől mentes, gyors folyóvizet szereti. Folyókban és patakokban homokos, kavicsos, márgás, agyagos fenéken érzi jól magát. A vízfolyás mérete nem befolyásolja elterjedését, a nagyobb folyókban elsősorban a pérzónában fordul elő. Kisebb folyóvizekben többnyire a pisztránggal együtt található. A hidegebb víz az igazi élőhelye, és nem viseli el, ha a víz hőmérséklete 18 °C fölé emelkedik, ezért nem található meg síkvidéki vizekben. Megfigyelték halbiológusok, hogy a faj a globális felmelegedés és a víz szennyezése miatt a felsőbb rétegekbe menekül, így a pérzóna feletti részeken is megtalálható.
Élőhelyén a sebes pisztráng, a pénzes pér, a fürge cselle, a botos kölönte, a paduc és a menyhal jelentkezik társaként, mely fajok előszeretettel fogyasztanak ivadékaiból.
Herman Ottó és Vásárhelyi István leírásaiban a sebes, hideg, kavicsos fenekű vizekben elsősorban hegyi patakok és az alföldre futó hegylábi vízfolyások jelentik élőhelyét. Később Pintér Károly és Harka Ákos is megerősítik ezt, azonban Petre Mihai Bănărescu romániai vizsgálatainak eredményeként megállapította, hogy jellemző faja lett a folyók pérzónájának. Emiatt átnevezte azt pér és Petényi-márna zónára („zona lipanului si moioagei”). Ez azt jelenti, hogy szerinte a korábban elfogadottnál tágabb határok között van a faj élőhelye, hiszen az a folyók pisztrángzónájától lefelé haladva a pér- és paduczónán át, egészen a márnazónáig terjed.

## Megjelenése
Kifejlett példányainak testhossza nem haladja meg a 20–25 centimétert, és a 20 centiméternél nagyobbak kifejezetten ritkák. A 15–20 cm hosszú példányok 250–400 gramm körüli súllyal rendelkeznek. Ötéves korára 18 cm körüli, és hétévesen lépi át a 20 cm-t. Megnyúlt, nagyjából hengeres testű hal, de a feje fölülről, a farok része oldalról enyhén lapított. Emlékeztet a márnára, formája azonban zömökebb, laposabb, szélesebb feje és háteleje, továbbá magasabb alsó és farokúszója van. Szeme a fejhez viszonyítva nagyobb, mint a márnáé, és nála nincs bognártüske.
Bajuszszálai felső állkapcsának elején kettő rövidebb, szájszögletében egy-egy hosszabb bajuszszál található. Alsó állású, ívelt vonalú száját vastag, húsos ajak övezi. Orra hosszú és túlér a száján, szeme közepes nagyságú. Alapszíne a sárgásfehér, háta barnás fekete vagy sötétszürke, testoldalain ezüstös alapon barna, gyakran egymásba folyó nagy foltokat visel, amelyek a has úszókat kivéve, a többi úszókra is ráterjednek.
A hal színét befolyásolja a környezete, ezért vízterületenként eltérő árnyalatú változatai vannak. A hátúszóban 3 és 8, a mellúszóban 1 és 14, a hasúszóban 2 és 8, az alsó úszóban 3 és 5, végül a farokúszóban 19 sugár van. Pikkelyei aprók, és számuk az oldalvonalon 51–56 darab.

### Hasonló fajok
Legjobban közeli rokonához a márnához hasonlít, de annak hátúszója egy kemény, fogazott csonttüskével kezdődik, és ez már a néhány centis ivadékon is jól kivehető, valamint anális úszója hátrasimítva meg sem közelíti a farokúszó tövét. Könnyen összetéveszthető a keresztezésük által létrejött Petényi-márna és márna hibridekkel. Felületes szemlélő a más halfajok közül esetleg összetévesztheti a sebes pisztránggal, sötét pettyes hátszíne, tarka feje és sárgás színű hasa miatt. Tőle eltér a hosszú úszószárnya, megnyúlt feje és kidudorodott, bőrszerű, vastag, négybajuszos szájával. A felpillantó küllőhöz és a homoki küllőhöz hasonlít, de a küllők csupán a szájuk szögletében viselnek bajuszt, az orrukon nem, és az oldalukat szabályos sorba rendeződő, nagyobb méretű színjátszó foltok díszítik.

### Azonosítása határozóképlettel
A halak közeli rokon fajainak azonosításához sok esetben nem segít az egyszerű szemrevételezéses vizsgálat, akkor a pontos meghatározás elősegítésére alaposan meg kell vizsgálni az adott hal morfológiai tulajdonságait.
Az alábbi táblázat a márna, a Petényi-márna, a felpillantó küllő és a homoki küllő határozóképletét tartalmazza.
| Tudományos név       | Magyar név        | pikkelyképlet   | garatfogképlet | úszósugár hátúszó | úszósugár farokalatti |
| -------------------- | ----------------- | --------------- | -------------- | ----------------- | --------------------- |
| Barbus barbus        | márna             | 55 12-14/7-9 62 | 2,3,5-5,3,2    | III-IV/7-9        | II-III/5              |
| Barbus peloponnesius | petényi márna     | 51 10-12/7-8 56 | 2,3,5-5,3,2    | II-IV/7-9         | II-III/5              |
| Gobio uranoscopus    | felpillantó küllő | 40 4-6/3-4 43   | 3,5-5,3        | II-III/7          | II-III/6              |
| Gobio kessleri       | homoki küllő      | 40 4-6/3-4 42   | 2,5-5,2        | II-III/8(9)       | II-III/6              |

## Életmódja
Különösen kedveli a kisebb zuhogókat, a forgók őrvénye alatti részt, és régebben a vízimalmok közelében különösen a kerekek csapóvizében szeretett tartózkodni. Általában a mélyebb részeken található, és igazi élettere a kavicsos-homokos mederfenék. Két víz találkozásánál szeret lenni, és a nagyobb kövek melletti csendesebb rész is kedvelt búvóhelye. Csoportosan összeáll fajtársaival, és korosztályonként elkülönítve együtt mozognak.
Fenéklakó életmódot folytat, melyet igazol alsó állású szája is. Nagy az oxigénigénye, a vízszennyezésre érzékenyen reagál. Nagyon fürge mohósággal kap minden után, emiatt könnyen horogra akad. A kikelt ivadékai még algákat és vízi növényeket fogyasztanak. Kifejlett példányai már mindenevők, ezért vegyes táplálékot fogyasztanak, így férgek, rovarlárvák, ikrák, csigák és egyéb gerinctelenek mellett jelentős arányban magvakat és elpusztult növényi részeket is hasznosít. Húsos ajkai segítségével leharapdálja a meder köveinek élőbevonatát, algaszőnyegét és összeszedi a mederben található állati eredetű táplálékot. A nyári nagy melegben búvóhelyeit csak este hagyja el. Az életteréhez ragaszkodik, és onnan csak íváskor vagy a táplálékkészletének kiegészítése céljából hajlandó vándorolni.

## Szaporodása
A hímek (3–4 év) előbb lesznek ivarérettek, mint az ikrások (4–5 év). A nász időszakában fehér hasuk halvány rózsaszínre vált át. Ívása májustól júliusig tart, egy-egy nőstény 1–2 ezer 1,5–2 mm átmérőjű, fehéres-sárgás színű ikrát rak, ami jól ragad a meder kavicsához, kövéhez. Petefészkeiben az ikrák szakaszosan érnek meg, így azok lerakása is ennek megfelelően történik, kimondottan kemény kavicsos talajra teszi le ikráit, a növényes iszapos részeket kerüli. A víz hőmérséklete befolyásolja szaporodásukat, hiszen csak 16–17 °C körüli vízhőmérséklet esetén ívnak, és ez a megfelelő az ivadékok kikelésének is, melynek időtartama 10–14 nap. A lerakás és a kikelés közötti időszak alatt beállt változásokat nem tűri a faj, ezért a hőmérséklet változása, a vízhozam csökkenése az ikrák elpusztulását eredményezi.

### Ívásának megfigyelése
A Petényi-márnák szaporodása Wiesinger Márton leírásából ismerhető meg, amit egy durva kavicsaljzattal és közönséges forrásmohával (Fontinalis antipyretica) berendezett akváriumban figyelt meg az alábbiak szerint: „Néha két-három hím is üldözőbe vette ugyanazt a nőstényt, majd kavicsos helyre érve valamely Fontinalis mentes tisztáson hirtelen lefékezett a kis csapat… A nőstény teste szögben meghajolt, oly módon, hogy legmélyebb pontját ivarnyílásának szemölcsszerűen duzzadt tájéka képezte. Ilyen látszólag „üllő helyzet”-ben kb. tíz rázkódást végzett, miközben teste szemmel alig követhető sebességgel rezgett. Lassított filmen a nyugalmi helyzettől jobbra és balra történő kilengéseket láthattunk volna. A rázkódás közben történt az ikrák lerakása.
Ívóhelyül a nőstények mindig köves terepet választottak, és sohasem szórták ikráikat a növények közé. Egy alkalommal legfeljebb két hím vett részt a lerakott ikrák megtermékenyítésében. Az ívás vége felé az ikrás már kevesebbet rázkódott, sőt két-három rázkódással is beérte, jeléül annak, hogy már kevesebb ikra hagyta el szervezetét.”

## Gazdasági jelentősége

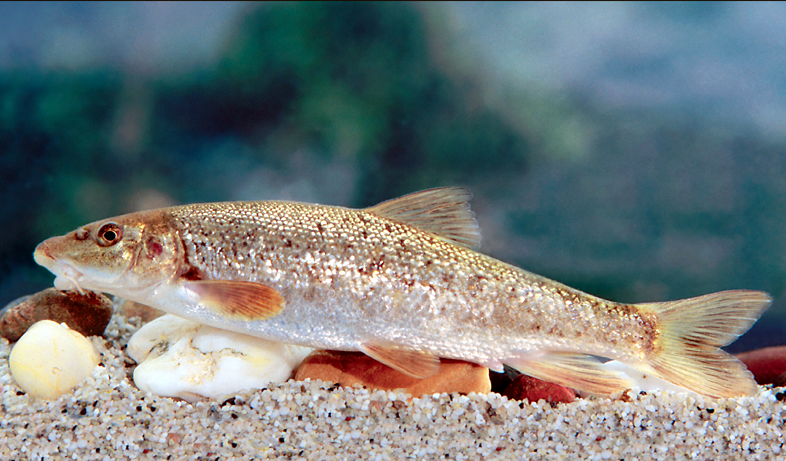
Élőhelyén, a homokos fenéken

Védett és veszélyeztetett hal, ami miatt horgászata és gazdasági hasznosítása korlátozott. A nagyobb termetű pisztrángféléknek alkalmi táplálékát képezi. Táplálékkonkurensként és ikrafogyasztóként tömeges jelenlétével kedvezőtlen hatással lehet más értékesebb halfajokra.
Korábban Erdélyben nagy becsben tartották, mivel húsa jobb, mint bármely keszegé. Horgászatánál a vetőháló és a dobó, illetve rokolyaháló használata eredményezett jó fogást belőle. Készültek tervek arra vonatkozólag, hogy a hegyek lábánál lévő frissebb vizekben, ahol a pisztráng már nem él, ez a hal megtalálná a neki való helyet, és érdemes volna betelepíteni. A pisztrángos patakokban, mint takarmányhal is szóba jött, mert mint növényevő, a növényi tápanyagok hasznosításával a gazdaságosabb kihasználást tette volna lehetővé, illetőleg segítette volna az illető víz pisztránghús-termelőképességét. A tervek alapján sikeresen végrehajtott telepítés nem történt. A kolozsvári Babeș–Bolyai Tudományegyetem munkaközössége foglalkozott mesterséges szaporításával. Kihalászták íváskor a szaporító példányokat, és mesterségesen megtermékenyítették ikráikat, majd a Marosra és a Szamosra helyezett keltető ládákban inkubálták azokat. A kikelt ivadékok több folyóvízben gazdagították fogyatkozó állományukat.
A különleges horgászzsákmányra vágyók Szlovákiában időszakosan és méretkorlátozás mellett horgászhatnak rá. A szlovák szabályozás alapján március 15-től május 31-ig védettek, utána a 25 cm feletti egyedek tarthatók meg.

### A faj tudományos leírásával foglalkozó elektronikus ismeretforrások
- A faj szerepel a Természetvédelmi Világszövetség Vörös Listáján. IUCN. (Hozzáférés: 2009. november 8.)
- A faj adatlapja a FishBase oldalán. FishBase. (Hozzáférés: 2010. november 16.)
- Barbus peloponnesius Valenciennes in Cuvier & Valenciennes, 1842. BioLib.cz. (Hozzáférés: 2010. november 16.)
- A taxon adatlapja az ITIS adatbázisában. Integrated Taxonomic Information System. (Hozzáférés: 2010. november 16.)

### Ajánlott irodalom
- Pintér, Károly. Magyarország halai. Akadémiai Kiadó (2002). ISBN 9789630578318[halott link]
- Pintér, Károly. Horgászati alapismeretek [archivált változat]. Agroinform (2000). Hozzáférés ideje: 2010. november 19. [archiválás ideje: 2012. január 11.]
- Dr. Györe, Károly. Magyarország természetesvízi halai. Környezetgazdálkodási Intézet TOI Környezetvédelmi Tájékoztató Szolgálat (1995). Hozzáférés ideje: 2010. november 19.
- Terofal, Dr. Fritz. Édesvizi halak. Magyar Könyvklub Budapest (1984). ISBN 9635483929. Hozzáférés ideje: 2013. augusztus 24.
- Dudich Endre. Állatrendszertan. Tankönyvkiadó Budapest (1987). ISBN 9635483929
- Papp, László. Zootaxonómia. Magyar Természettudományi Múzeum-Dabas-Jegyzet Kft. (1997)